# Кристал, Марко
Ма́рко Кри́стал (эст. Marko Kristal; 2 июня 1973, Таллин) — эстонский футболист, выступавший в основном на позиции полузащитника в разных клубах и национальной сборной Эстонии.

## Карьера

### Клубная
Свою карьеру Марко начал в 1988 году в клубе «Лывид», а в 1989 году поиграл один сезон за «Ноорус». В 1989 году перешёл в таллинскую «Флору», цвета которой защищал до 1999 года. Следующим клубом на один сезон стал шведский «Эльфсборг», а в 2000 году — финский «Лахти». В 2001 году вернулся в состав таллинской «Флоры», за которую играл до 2005 года.

### Сборная
Всего за сборную Марко Кристал сыграл 143 матча и забил 9 голов.

### Тренерская
Первым тренерским опытом стала работа помощником тренера в национальной сборной Эстонии в период с 2005 по 2007 год. С 2008 по 2009 год был помощником главного тренера столичного клуба «Левадия», а в 2010 году возглавил клуб «Таммека» из Тарту. В ноябре 2011 года стало известно, что Кристал стал главным тренером таллинского клуба «Левадия», а в конце сезона 2015 года у Марко закончился контракт с клубом и он покинул пост главного тренера. В январе 2016 года был назначен Эстонским футбольным союзом на должность технического координатора по Ида-Вирумаа. Тогда же он стал помощником главного тренера в клубе «Калев» (Силламяэ).
В сентябре 2016 года занял должность исполнительного директора и старшего тренера клуба «Ярве», который на тот момент выступал в первой лиги Эстонии. 30 декабря 2017 года стал главным тренером клуба «Тулевик», однако проработал там неполных четыре месяца.
В августе 2018 года возглавил клуб «Табасалу», а с декабря 2019 года руководит эстонским клубом «Нымме Калью». В декабре 2020 года покинул пост главного тренера, но остался на должности помощника.

## Личная жизнь
Сын Патрик — профессиональный футболист.